# Repton
Repton es un pueblo y una parroquia civil de South Derbyshire distrito de Derbyshire, Inglaterra, localizado en la llanura fluvial del Trent, aproximadamente a 7 km al norte de Swadlincote. La población, según el censo de 2001 era de 2.707, aumentando a 2.867 en 2011. Repton está cerca a la frontera con el vecino condado de Staffordshire y aproximadamente a 7 km al nordeste de Burton upon Trent.
El pueblo es notorio por la Iglesia de San Wystan Iglesia, la Escuela de Repton, su abadía anglosajona de Repton y su Priorato Medieval.

## Historia
El cristianismo fue introducido en las Midlands a través de Repton, donde algunos miembros de la familia real del Reino de Mercia durante el mandato de Peada fueron bautizados en 653. Pronto una abadía doble bajo una abadesa fue edificada.[cita requerida]
En 669 el Obispo de Mercia trasladó su sede de Repton a Lichfield. Offa, rey de Mercia, molesto porque sus propios obispos debían lealtad al Arzobispo de Canterbury, creó la Archidiócesis de Lichfield, que agrupaba todas las diócesis entre el Humber y el Thames.[cita requerida] Repton se convirtió así en el germen de la archidiócesis de Lichfield, una tercera archidiócesis de la iglesia inglesa junto a Canterbury y York. Esto duró 16 años, hasta que Mercia volvió nuevamente a depender de Canterbury.

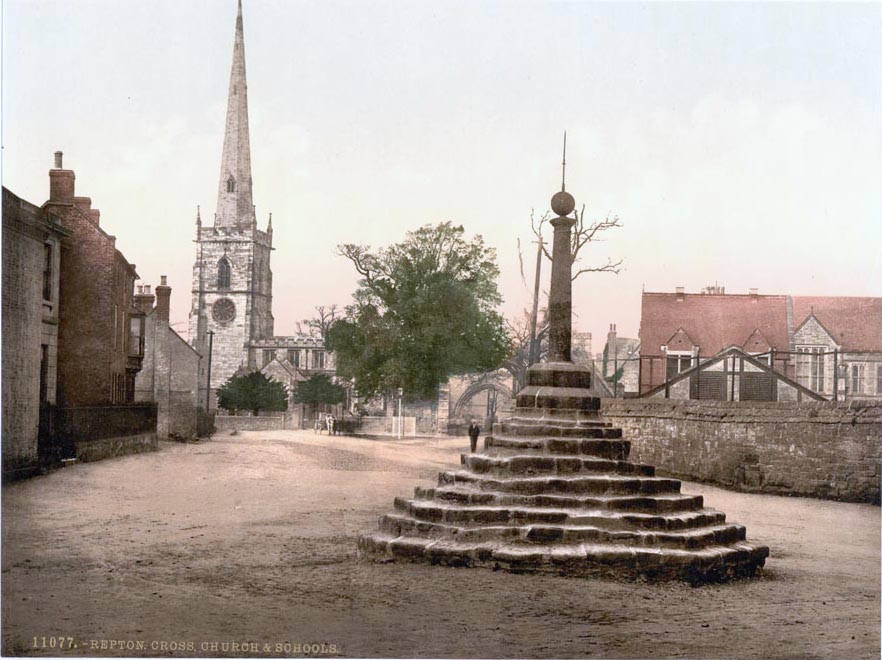
St Wystan iglesia y la cruz en 1890

En el centro del pueblo está la iglesia parroquial de San Wystan. La iglesia es notable para su cripta anglosajona, construida en el siglo VIII como mausoleo para los reyes de Mercia. Wystan, o Wigstan, fue un príncipe de Mercia asesinado por su guardián en 849, durante el reinado de Wiglaf. Sus restos fueron enterrados en la cripta en Repton y se les atribuyen numerosos milagros. Repton se convirtió en lugar de peregrinaje; Wigstan fue posteriormente canonizado y convertido en santo patrón de la iglesia.
En 873/4 el Grande Ejército Pagano invernó en Repton, único lugar de Inglaterra donde se ha localizado un campamento, identificado por una masiva tumba de unos 250 individuos, cubierta por la piedra de bordillo de un cairn. Los huesos fueron desarticulados, apilando los huesos largos con los cráneos encima. El estudio forense reveló que la edad de los individuos oscilaba entre la adolescencia y los cuarenta años, y que había cuatro hombres por cada mujer. Cinco peniques hallados encajan bien con las fechas de 873/4. La ausencia de señales de violencia indican que quizás habrían muerto de alguna clase de enfermedad contagiosa.

## Iglesia parroquial
En el extremo norte del pueblo está la iglesia de St Wystan,dedicada a Wystan (o Wigstan) y designado por Patrimonio inglés como Monumento clasificado. La cripta del siglo VIII bajo la iglesia es el sitio de enterramiento de Santo Wigstan y de su abuelo, Wiglaf de Mercia, así como del rey Ethelbaldo de Mercia, y para el que fue convertida en mausoleo. Tras el entierro de St Wigstan, la cripta fue convertida en santuario y lugar de peregrinación.
La iglesia cruciforme anglosajona ha tenido varias adiciones y restauraciones, incluyendo naves laterales de estilo gótico al norte y al su, y la adición en 1340 de la torre oeste y capitel. La iglesia fue restaurada entre 1885 y 1886 por Arthur Blomfield.

## Habitantes notables
- Ethelbaldo de Mercia fue enterrado aquí en 757.[10]
- Beornrad de Mercia fue enterrado aquí[11]
- San Guthlac de Croyland fue monje en Repton hacia 697.[cita requerida]
- Russell Osman, futbolista internacional, nació aquí en 1959.[12]
- Wiglaf de Mercia, enterrado aquí
- Basil Rathbone vivió en su niñez aquí
- San Wigstan de Mercia fue enterrado aquí, pesar a que sus restos fueron trasladados a Evesham.[13]
- Walter Somers nació en Repton en 1839.
- Elsie Steele (1899–2010), la persona más anciana documentada en Gran Bretaña en el momento de su muerte, vivió en The Dales Residential Home en Fisher Close al final de su vida.[14]

## Galería

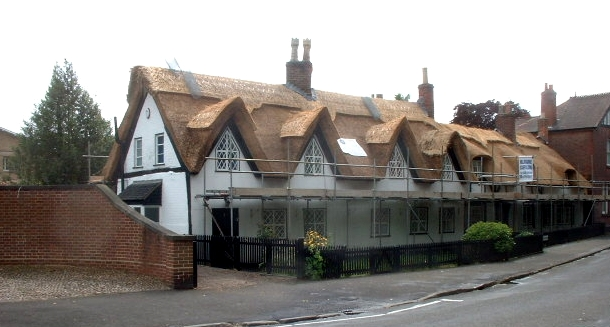
Thatching En progreso, mayo 2007
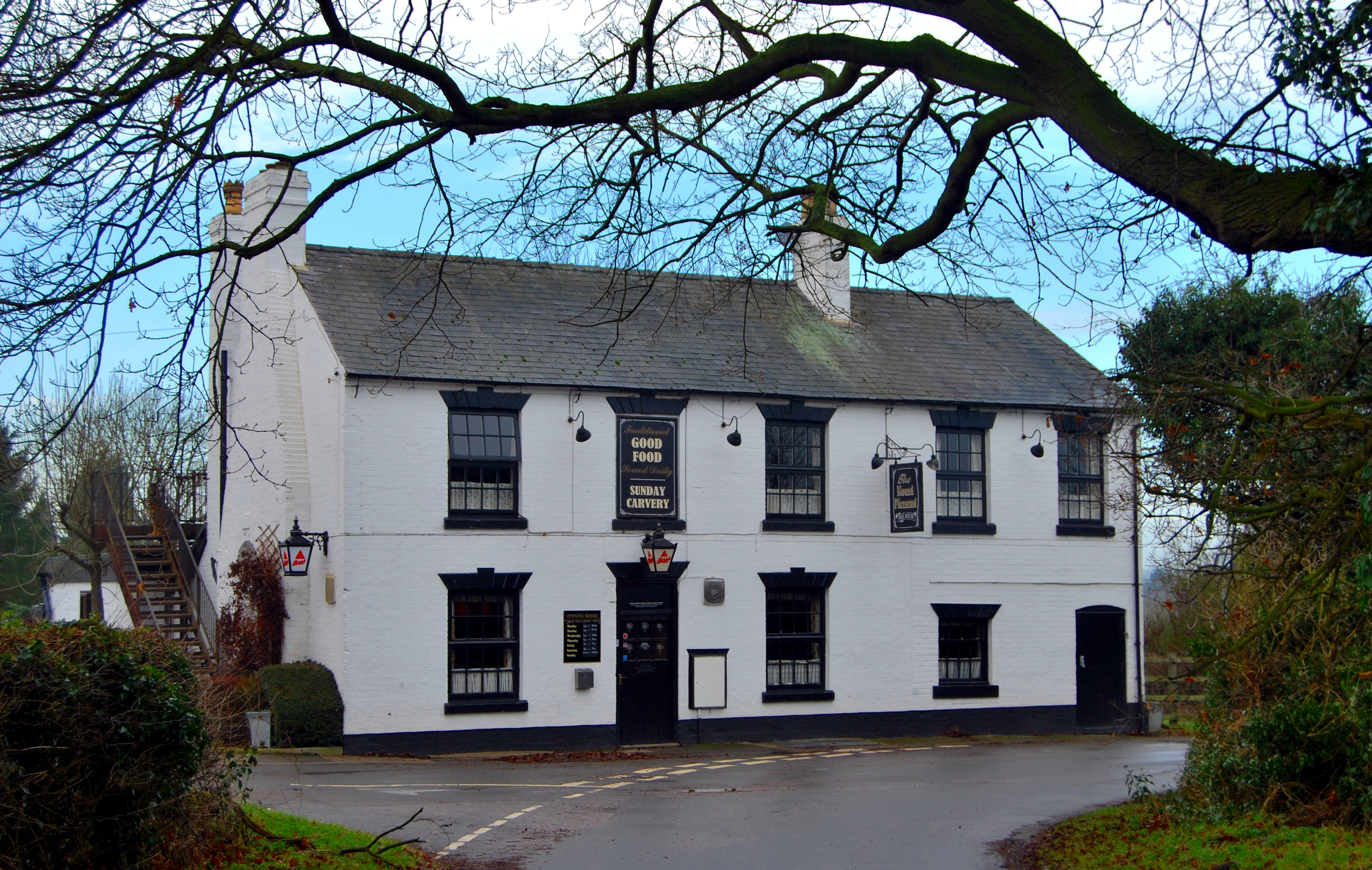
El Monte Agradable
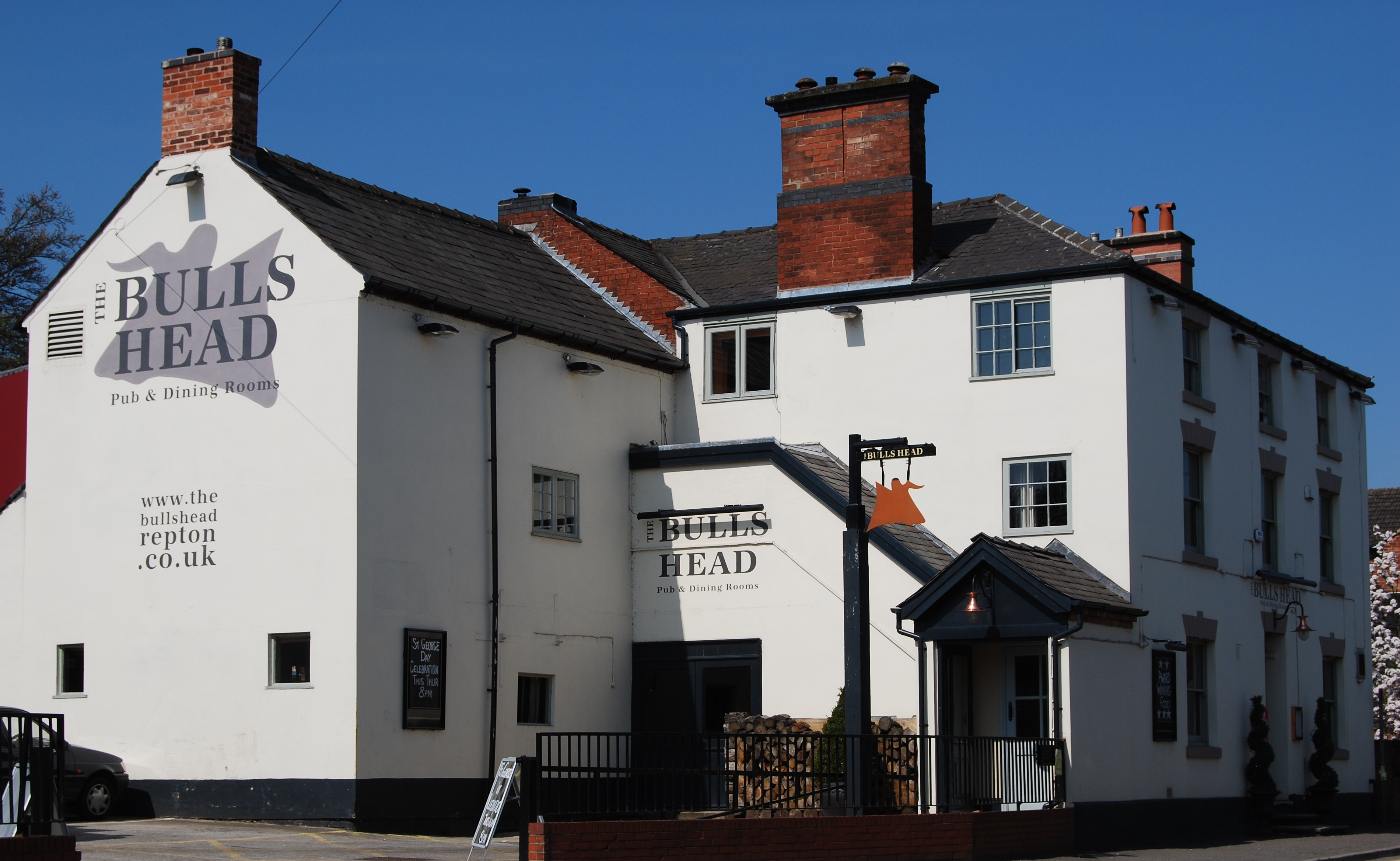
La cabeza del Toro
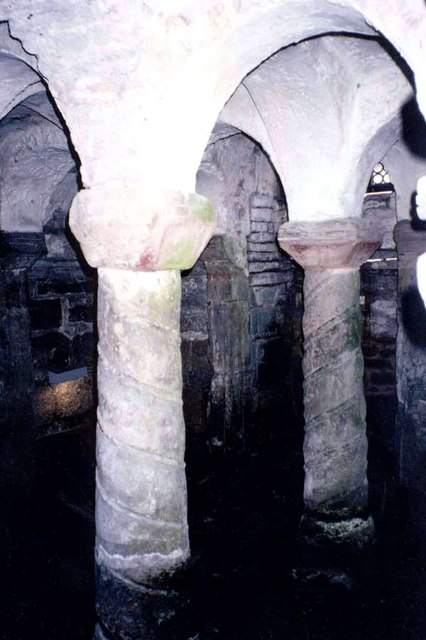
La cripta en St Wystan Iglesia

## Lecturas complementarias
- Page, W.H., ed. (1907). «Houses of Austin canons: The priory of Repton, with the cell of Calke». A History of the County of Derby, Volume 2. pp. 58-63. |editor= y |apellido-editor= redundantes (ayuda) pp.
- Pevsner, Nikolaus; Williamson, Elizabeth (1978). Derbyshire. Harmondsworth: Penguin Books. pp. 303–308. ISBN 0-14-071008-6.
- The Anglo-Saxon Chronicle. Routledge. 1996. ISBN 0-415-92129-5.

- Datos: Q1018787
- Multimedia: Repton / Q1018787